# Bestia (serial telewizyjny)
Bestia (ang. The Beast) – serial telewizyjny z premierą w telewizji A&E Network. 13-odcinkowy serial amerykański opowiadający o doświadczonym agencie FBI, szkolącym nowego pracownika.

## Opis fabuły
Weteran FBI – tajny agent Barker (Patrick Swayze), który z bezwzględnością prawdziwego drapieżcy rozpracowuje świat przestępczy Chicago, dostaje nowego partnera. Dove (Travis Fimmel) wydaje się całkowicie niedoświadczony. Główny bohater nie zdaje sobie sprawy, że nowicjusz jest werbowany, by jako podwójny agent przeprowadził śledztwo w sprawie jego działalności, która wydaje się podejrzanie skuteczna. 

## Emisja
Serial nadawany w A&E Network od 15 stycznia 2009 do 23 kwietnia 2009. W Polsce nadawany jest od 6 grudnia 2009 w telewizji Polsat.

## Miejsce kręcenia zdjęć
Serial nakręcono w Chicago (stan Illinois) USA.

## Obsada
- Patrick Swayze: Charles Barker
- Larry Gilliard Jr.: Nick
- Sarah Danielle Madison: Jennifer
- Travis Fimmel: Ellis Dove
- Lindsay Pulsipher: Rose Lawrence
- Giota Trakas: Pasazerka EL
- Debbi Burns: Patronka hotelu
- Brette Taylor: Karen Maguire
- Brandon Tyler Russell: Michael Barker